# Geschichte Tasmaniens
Die Geschichte Tasmaniens reicht vom Ende der letzten Eiszeit (vor ca. 10.000 Jahren) bis zur Gegenwart. Vor etwa 35.000 Jahren wurde die Insel von Aborigines besiedelt. Im 19. Jahrhundert wurde sie von Großbritannien kolonisiert. Dieser Artikel beschreibt die Kolonialgeschichte und den Widerstand dagegen.

## Kolonialgeschichte
Um anderweitigen Besitzansprüchen zuvorzukommen, gründeten die Briten im September 1803 mit Risdon Cove ihre erste Siedlung auf Tasmanien, der im Laufe eines Jahres noch zwei weitere folgen sollten.

### Erste Kolonisierung
Die erste Besiedlung (‘Risdon Cove’) wurde ausgehend von Sydney unter der Leitung von Lieutenant John Bowen in die Tat umgesetzt. Er traf im September 1803 ein und gründete – in einem von George Bass vorgeschlagenen Gebiet im Südosten der Insel – an einem Seitenarm des Derwent die erste Siedlung. In seiner Begleitung befanden sich 94 Strafgefangene und Soldaten aus Sydney.
Im darauffolgenden Februar kamen nochmals über zweihundert Gefangene und Militärs unter der Leitung von Colonel David Collins. Diesmal direkt von England ausgesandt, errichteten sie nach einer Besichtigung von Port Phillip und Risdon Cove am gegenüberliegenden Ufer des Derwent die Siedlung Sullivan’s Cove, das spätere Hobart.

### Zweite Kolonisierung
Im November kam es zur zweiten, von Sydney ausgehenden Okkupationswelle. Gouverneur Philip G. King teilte die Insel in zwei Regierungsbezirke: Südlich des 42. Breitengrades in den Bezirk ‘Buckingham’ mit den beiden bereits bestehenden Siedlungen. Im nördlichen Bezirk ‘Cornwall’ ließ er eine dritte Siedlung gründen. Unter dem Kommando von Vizegouverneur William Paterson wurde bei Port Dalrymple (heute Launceston) an der Mündung des Flusses Tamar River George Town gegründet.
Keine der drei Siedlungen war anfangs autark. Nachdem die Besitzansprüche Großbritanniens an Tasmanien geklärt waren, hielten sich die beiden Regierungen mit Subventionen bedeckt, so dass die Kolonialisierung Tasmaniens nur sehr langsam voranschritt.
Zwanzig Jahre nach der Erstbesiedlung erreichte die europäische Bevölkerung Tasmaniens eine Einwohnerzahl von 10.000 und noch im Jahre 1923 waren weite Teile der Insel unerforscht. Neben den ersten drei Siedlungszentren entwickelten sich in deren Umgebung einige weitere entlang der Flussläufe – dem Tamar im Norden und dem Derwent im Süden – oder der Küstenlinie.
Nach dreißigjähriger Besiedlungsdauer Tasmaniens war die Straße zwischen der Inselhauptstadt Hobart und der Hauptstadt des Nordbezirkes Launceston unzulänglich ausgebaut.

### Robbenfang
Chronologisch überlappend fand neben der Kolonialisierung eine weitere Entwicklung statt, deren Anfänge in die 1790er Jahre zurückreichen. Diese Entwicklung – die Etablierung des Robbenfangs und die Jagd nach anderen Meeressäugern in der Bass-Straße und der Westküste Tasmaniens – hatte bereits in vorkolonialer Zeit eine abweisende Einstellung der Insulaner gegenüber den Europäern hervorgebracht.

Anfänglich wurden die Robbenfänger nur saisonal auf den Inseln abgesetzt und am Ende der Fangzeit wieder abgeholt. Nachdem die Nachfrage nach Tran, Fleisch, Haut und Haaren der Meeressäuger angestiegen war, etablierten sich zunehmend feste, ganzjährig bewirtschaftete Fangstationen.

### Frauenraub
Im Zuge dieser Entwicklung steigerte sich das Interesse der Robbenfänger an tasmanischen Frauen. Anfänglich brachten sie die Frauen am Ende der Saison wieder aufs Festland zurück und begnügten sich mit jeweils einer Aborigine. Nachdem man jedoch die Effizienz ihrer Arbeitskraft sowohl bei der Robbenjagd, als auch bei der täglichen Nahrungsbeschaffung erkannt hatte, nahmen die Entführungen ein verheerendes Ausmaß an. Zunehmend wurden die Frauen unter Zuhilfenahme von Gewalt verschleppt und auf die für die Aborigines unerreichbaren Inseln deportiert.
Zu Beginn der Robbenfängerepoche wurden Aboriginefrauen von den Europäern im Tauschhandel erworben. In der Regel waren diese nicht, wie teilweise behauptet wird, Frauen der eigenen Lokalgruppe, sondern solche, die sie ihrerseits von den Nachbargruppen geraubt hatten. Nach den ersten gewaltsamen Entführungen war der Weg des friedlichen Tauschhandels versperrt. Die Robbenfänger überfielen die Bewohner der Nord- und Ostküsten, töteten die Männer und verschleppten deren Frauen, wie bei dem von George Augustus Robinson untersuchten Cape-Grim-Massaker aufgedeckt.

### Hemmnisse der Kolonisierung

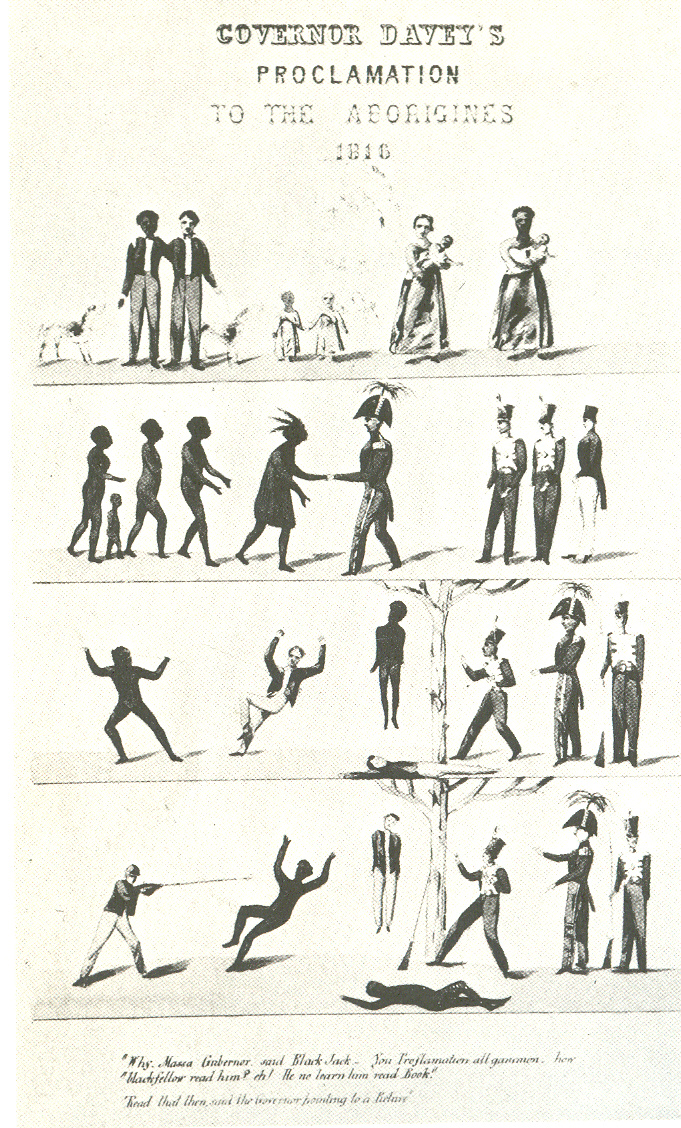
Proklamation an die Aborigines zum friedlichen Zusammenleben

Anfangs war die Kolonie für freie Siedler wenig reizvoll. Das Brachland der wenigen Ebenen musste unter Strapazen erst urbar gemacht werden.
In Europa kursierte darüber hinaus die Auffassung, die Ureinwohner seien gefährliche Wilde. Auch der hohe Anteil an Strafgefangenen unter der europäischen Bevölkerung wurde mit Misstrauen beobachtet. 1804 kamen auf einen freien Siedler mehr als vier Häftlinge, wobei es zu bedenken gilt, dass diese 'freien' Siedler meist keinesfalls freiwillig dort ansässig wurden. Streng genommen waren es keine Siedler, sondern Soldaten, Beamte und Handwerker, die nach Van-Diemens-Land abkommandiert waren.
In keine andere australische Kolonie wurden so viele Strafgefangene deportiert wie nach Tasmanien. Insgesamt wurden 74.000 auf die Insel verbannt, darunter 12.000 bis 13.000 Frauen. Erst 1825 war das Verhältnis zwischen freien und deportierten Europäern ausgeglichen: Von den circa dreizehntausend Einwohnern waren erstmals nur noch die Hälfte Strafgefangene. In den darauf folgenden Jahren verbesserte sich das Verhältnis noch etwas zugunsten der freien Siedler. Aber Mitte der 1830er Jahre wurde die Abschiebung von Häftlingen noch verstärkt und erreichte in den 1840er Jahren ihren Höhepunkt, als die Deportation nach New South Wales eingestellt wurde. Die Bevölkerungsentwicklung der freien Siedler muss ähnlich verlaufen sein, denn 1844 kamen auf insgesamt 60.000 Europäer immer noch 30.000 Strafgefangene.
Ein anderes Ungleichgewicht begünstigte ebenfalls die langsame Entwicklung der Kolonie. In den Anfangsjahren gab es auf Tasmanien kaum Frauen – zumindest keine europäischen. 1828 kamen auf vier Männer nur eine Frau. Noch 1840 gab es nicht einmal halb so viele Frauen wie Männer. Die Diskrepanz des Geschlechterverhältnisses nahm über die Jahre nur sehr langsam ab, so dass Anfang des zwanzigsten Jahrhunderts noch immer kein Gleichgewicht hergestellt war. Wohl gab es zahlreiche Gesuche, alleinstehende Frauen in die Kolonie zu entsenden; eine dahingehende Maßnahme wurde jedoch von der bürgerlichen Gesellschaft der jungen Städte blockiert, da sie befürchteten, dass die ohnehin schon stark grassierende Prostitution dadurch noch verschärft werden könnte. Diese durchaus streitbare Argumentation nährte sich aus der damals vorherrschenden Einstellung; eine ehrbare Frau würde eine solche Reise niemals alleine antreten.
Ein weiteres Hemmnis war die Tatsache, dass viele Sträflinge bereits zu Beginn der Kolonisation entflohen waren. Diese schlossen sich zum Teil den Robbenfängern der umgebenden Inseln an oder durchstreiften in Banden raubend, plündernd und mordend das Land. Um einer drohenden Hungersnot in der jungen Kolonie zu entgehen, erlaubte man ihnen 1805, sich ihre Nahrung durch Jagd selbst anzueignen. Viele kehrten aus den Wäldern nicht wieder zurück. Diese Banden (‘bushrangers’) wurden von den frühen Siedlern als noch größere Bedrohung empfunden als die Urbevölkerung selbst. Erst 1817 unter Vizegouverneur William Sorell wurde dieses Problem endgültig gelöst.

### Übergriffe
Trotz all dieser Widrigkeiten nahm die europäische Bevölkerung langsam, aber kontinuierlich zu. Mit dem Bevölkerungszuwachs verstärkte sich der Druck auf die Aborigine.
Im Mai 1804 töteten die Royal Marines in der Nähe von Risdon um die vierzig tasmanische Aborigines. Ab diesem Zeitpunkt stieg die Gewaltbereitschaft sowie das Konfliktpotential ständig an. Die Militärs gingen immer entschlossener vor, wurden aber von den zivilen Siedlern noch übertroffen, die eine Unzahl von Verbrechen an der vorkolonialen Bevölkerung verübten. Meist werden in diesem Zusammenhang die zivilen Siedler nach Berufsgruppen unterteilt, da alle diese Gruppen bei der beginnenden Eskalation verschiedene Rollen einnahmen. Neben Soldaten, Polizisten und Beamten, die meist im Auftrag der Regierung handelten, werden fünf Hauptgruppen unterschieden:
Die Bürger der aufkeimenden Städte, die die Ereignisse meist nur vom Hörensagen kannten, spielten nur eine untergeordnete Rolle. Sie machten jedoch als Vertreter der öffentlichen Meinung ihren Einfluss bei der Regierung geltend.
Von den bereits erwähnten Robbenfängern, die den Aborigines zwar kein Land, aber deren Frauen raubten, wurden wohl die meisten und grausamsten Verbrechen verübt, die häufig an Perversion kaum zu überbieten sind. Sie störten empfindlich das Geschlechterverhältnis und provozierten Fehden unter den Stämmen, die sich ihrerseits der Frauen wegen bekriegten.
Bei den Bauern, die ihr in der Nähe der Siedlungen gelegenes, günstig erworbenes Land bestellten, gab es individuelle Unterschiede und meist wird in den Quellen ein neutrales Bild der Bauern gezeichnet. Aber auch einige von ihnen machten sich einen Spaß daraus, den Ureinwohnern (‘black crows’) aufzulauern und sie zu töten.
Ihr schlimmster Einfluss lag vermutlich in der Landnahme, die im Laufe der Jahre einen einwanderungsbedingten Bevölkerungsdruck bei den Aborigines auslöste. Allein im Zeitraum von 1811 bis 1814 stieg die Anbaufläche von rund 3.000 auf rund 12.000 Hektar an.
Die bekanntgewordenen, von den Strafgefangenen an den Aborigines verübten Verbrechen bildeten nur die Spitze eines Eisberges. Sie bekriegten sich sogar untereinander und machten auch den weißen Siedlern das Leben schwer. Allerdings waren sie, ebenso wie die Robbenjäger, nicht an der Landnahme beteiligt.
Die Viehzüchter und Schafhirten, deren Stationen meist am Rande der besiedelten Gebiete und somit außer Reichweite des Gesetzes lagen, standen den Robbenfängern und Strafgefangenen in nichts nach. Diesen drei Gruppen ist gemein, dass, obwohl ihr Handeln weitgehend der Öffentlichkeit entzogen war, trotzdem unzählige ihrer Grausamkeiten überliefert wurden.
Zwischen 1811 und 1814 stieg die Anzahl der Schafe in Tasmanien von 3.500 auf 38.000, so dass auch der Anteil der Viehzüchter am Landraub gewaltig war, zumal sie ihre Tiere häufig auch illegal zum Weiden in die Wildnis trieben.

### Verbrechen
Die tasmanischen Aborigines wurden vergewaltigt und auf andere Weise gefoltert, kastriert, versklavt, verstümmelt, bei lebendigem Leibe verbrannt, vergiftet oder anderweitig getötet und danach zum Teil an die Hunde verfüttert.
Nach nur dreißigjähriger Besiedlungsdauer war die ehemals mehrere Tausend zählende Aboriginesbevölkerung bis auf einen kümmerlichen Rest von zweihundert Individuen ausgerottet.
Die Regierung hat diese Entwicklung zwar bis 1926 nicht gebilligt, aber durch ihr unentschlossenes Vorgehen toleriert.
Nur ein einziges Mal wurden Europäer für derartige Ausschreitungen zur Rechenschaft gezogen: Zwei Männer wurden wegen Misshandlungen von Aborigines öffentlich ausgepeitscht. Einer hatte einem Jungen ein Ohr abgeschnitten, der andere einem Mann den Finger, um ihn als Pfeifenstopfer zu benutzen.
Umso verwunderlicher ist es, dass sich die Europäer zu Beginn der Kolonialzeit unbehelligt durch größere Gruppen Aborigines bewegen konnten. Noch im Jahre 1824 schrieb die ‘Hobart Town Gazette’: „Im Ganzen genommen sind die schwarzen Eingeborenen der Kolonie die friedlichsten Geschöpfe der Welt“.
Abgesehen von Frauenraub und Mord dezimierte sich die Urbevölkerung Tasmaniens durch grassierende Epidemien und den rapiden Rückgang des Wildbestandes.
Anfangs haben die Europäer das Wild nur zur Ergänzung der knappen Nahrungsmittel gejagt; später entstand ein schwungvoller Handel mit den Fellen. Dazu kamen die unzähligen Hunde, die sich ungehindert auf der Insel vermehrten. Ein früher Siedler, Reverend Knopwood, vermerkte voller Stolz in seinem Tagebuch, dass seine Hunde in nur zwei Monaten fast siebzig Kängurus erlegten.

## Widerstand
Obwohl die tasmanischen Aborigines den weißen Siedlern und Strafgefangenen, die zahlenmäßig überlegen waren und bessere Waffen besaßen, wenig entgegenzusetzen hatten, leisteten sie doch teils erbitterten Widerstand gegen ihre Enteignung und Ausrottung. So existieren Überlieferungen von einer Aborigine namens Walyer, die die Eindringlinge heftigst bekämpfte. Sie organisierte und leitete gezielte Attacken auf weiße Soldaten und Siedler.

### Standrecht
In der Folge sah sich die Regierung, die bisher nur unentschlossen an die Vernunft der Siedler appelliert hatte, gezwungen, vehement durchzugreifen. Am 1. November 1828 verhängte sie das Standrecht über die Aborigines, die somit letztlich dem legalen Abschuss freigegeben wurden.
Im Februar 1830 wurde zusätzlich für jeden lebendig gefangenen Aborigine ein Kopfgeld ausgesetzt. In diesem Zeitraum gründete man sogenannte ‘roving parties’. Kopfgeldjägertruppen, die von der Regierung offiziell beauftragt waren, die Aborigines in Reservaten festzusetzen. Zwei Führer dieser Suchtrupps sind für die Forschung als Informanten von Interesse: Jorgen Jorgenson, ein dänischer Abenteurer, und John Batman, ein Einwanderer aus Australien. Letzterer wird in den Quellen meist als den Aborigines wohlgesinnt dargestellt. Beide hielten sich häufig außerhalb des Siedlungsgebietes auf und hatten zahlreiche Kontakte zur indigenen Bevölkerung.

### Einschränkung der Menschenrechte
Neben der Verhängung des Standrechtes sind aus dieser Zeit noch vier weitere Erlässe und Proklamationen von geschichtswissenschaftlichem Interesse:
Unter diesen stellt die Proklamation von Gouverneur Sorell eine positive Ausnahme dar. Sie wird in den Quellen oft als das gerechteste, weitblickendste und aufrichtigste Dokument der Kolonialregierung beschrieben. Dieser vielversprechende Aufruf fand aber bei den gewaltbereiten Siedlern kein Gehör.
Am 29. November 1826, bereits zwei Jahre bevor Gouverneur George Arthur das Standrecht verhängte, veröffentlichte er folgende Forderung: „Sollte man bemerken, dass ein oder mehrere Stämme entschlossen sind anzugreifen, zu rauben oder die weißen Bewohner zu ermorden, so darf sich jede Person bewaffnen und dem Militär anschließen, um sie mit Gewalt zu vertreiben. Die Stämme können in diesem Fall als offene Feinde betrachtet werden“. Da sich die genauen Umstände der gewalttätigen Ausschreitungen in der Regel der Öffentlichkeit entzogen, hatten die Gewalttäter freie Hand.
Am 15. April 1828 beschloss Arthur, die besiedelten Gebiete durch eine bewaffnete Postenkette abriegeln zu lassen und nur Aborigines, deren Führer einen von ihm ausgestellten Pass besaßen, passieren zu lassen. Außerdem erteilte er „hiermit allen Urbewohnern den strengen Befehl, sich sofort zurückzuziehen und [...] unter keinem Vorwand [...] wieder die besiedelten Gebiete [...] zu betreten“.
Sicherlich hat niemals ein Aborigine von diesem Erlass erfahren, denn dahingehende Maßnahmen sind nicht belegt, und eine Verständigung war aufgrund der Sprachbarriere unmöglich.
Vermutlich war es ebenfalls Arthur, der das Problem, dass die Aborigines unmöglich etwas befolgen konnten, wovon sie keine Kenntnis hatten, in ihrer vollen Tragweite erfasste. Er ließ bunte Plakate erstellen, die in Form einer Bildergeschichte darstellen sollten, dass Schwarze und Weiße vor dem europäischen Gericht gleichgestellt seien. Sie wurden in den Wäldern an den Bäumen angebracht. Dieser Gipfel der Hilflosigkeit wurde in der englischen Literatur meist mit Häme überzogen.
Aber auch in der in Braunschweig erschienenen völkerkundlichen Zeitschrift Globus ließ man sich bereits 1869 voller Ironie über diese „ganz im Stil der Morithatenbilder auf den Jahrmärkten“ gehaltenen Tafeln aus: „Das Auskunftsmittel galt für sinnreich. Man beschloss, den Inhalt der Decrete den beschränkten Unterthanenverstande der Wilden durch Illustrationen klar zu machen. Diese sollten, zur Nachachtung für die Schwarzen, und wahrscheinlich auch zu Nutz und Frommen des Kakadus und Opossums an Bäume in den Wäldern angenagelt werden“.
Neben diesen Erlässen wurden in Arthurs Regierungszeit auch vielversprechende Versuche unternommen, die kriegerischen Auseinandersetzungen beizulegen. Am 7. März 1829 erschien in der Hobart Town Gazette ein Inserat der Regierung. Gesucht wurde „a steady person of good character, who can be well recommended, who will take an interest in affecting an intercourse with this important race, and reside on Brune [Bruni] Island taking charge of the provisions supplied for the use of the natives of that place“.
Man hatte sechs Monate lang für die Einheimischen in den Wäldern Nahrungsmittel hinterlegt und daraufhin drei Aborigines gefangen. Für diese und nachfolgende Gefangene wurde ein Betreuer gesucht, dessen Aufgabe es war, auf Bruni Island eine Reservation zu leiten.
Aus insgesamt neun Bewerbern wurde ein achtunddreißigjähriger Maurer ausgewählt: George Augustus Robinson schien aufgrund seines Engagements in mehreren karitativen Einrichtungen prädestiniert für diesen Auftrag. Um die Aborigines vor dem sicheren Untergang zu bewahren, fasste er den Entschluss, möglichst viele in einer Reservation, fernab der Siedler, unterzubringen.

### Reservation

#### Black War
Für die Europäer begann der Krieg mit der Verhängung des Standrechts 1828. Aus der Sicht der voreuropäischen Bevölkerung ist eine derartige zeitliche Fixierung des sogenannten Black War nicht nachvollziehbar: Sie hatten keinerlei Zugang zu den Regierungserlässen, und eine Steigerung der ihnen angetanen Gewalt war ab 1828 kaum mehr möglich.
Nimmt man ihre Guerilla als Maßstab, so erscheint dieses Datum jedoch gerechtfertigt. Ihre Angriffe auf Europäer nahmen nach 1828 deutlich zu, aber ab 1831 erlahmte ihre Gegenwehr.
Der erste Europäer kam bereits 1807 durch die Aborigines ums Leben. Im Laufe des Jahres 1808, zwanzig Jahre vor dem offiziellen Kriegsbeginn, hatten ihre Krieger zwanzig Europäer getötet. Insgesamt starben bereits in den ersten zwanzig Jahren der Besiedlung 176 Europäer bei Kampfhandlungen.
Unter den Siedlern machte sich zunehmend Panikstimmung breit. Die Regierung unter Arthur ersuchte 1830 London um militärische Hilfe, die jedoch verweigert wurde. In Anbetracht der demographischen Entwicklung der beiden Kontrahenten ist ein solches Gesuch zu diesem Zeitpunkt nicht nachvollziehbar. Von den ehemals circa fünftausend Aborigines waren nur noch weniger als dreihundert am Leben. Davon war die Hälfte weiblichen Geschlechts, so dass abzüglich der Alten, Kinder, der Gefangenen und bereits ‘Befriedeten’ weniger als einhundert kampfbereite Aborigines einer Übermacht von damals vierundzwanzigtausend Europäern gegenüberstanden.
Dennoch sah sich Arthur genötigt, parallel zu den ‘roving parties’ und den Bemühungen Robinsons Schritte in die Wege zu leiten, die dem Widerstand ein für alle Mal Einhalt gebieten sollten.
Er organisierte eine militärische Operation ungeheuren finanziellen und organisatorischen Ausmaßes, um die Überlebenden einzufangen und aus Tasmanien zu verbannen.
Ihm gelang es, eine aus Militär, Polizei, Strafgefangenen und freien Siedlern bestehende Truppe zu mobilisieren, die mindestens dreitausend Mann stark war.

#### Black Line
Deren Einsatz begann Anfang Oktober 1830 und dauerte sieben Wochen. Ihre Aufgabe war es, in einer undurchdringlichen Kettenformation die Aborigines vor sich her zu treiben. An der Südspitze der Insel sollten sie dann aufgegriffen und auf die bereitstehenden Schiffe verladen werden. Der Plan der Regierung ging nicht auf: Das Ergebnis dieser mehrere Tausend Pfund teuren Operation war beschämend. Als die Siedler die Südspitze der Insel erreichten und sich bereit machten, die Einheimischen zu umzingeln, wurde nicht ein Aboriginal angetroffen. Nur im Zuge ihres Vormarsches gelang es, zwei Aborigines zu töten und zwei weitere gefangen zu nehmen. Diese als Black Line (‘Black String’) bekannt gewordene Maßnahme Arthurs war ein kompletter Fehlschlag. Dennoch (oder gerade deshalb ?) genießt sie in der wissenschaftlichen Literatur Anerkennung. Die Beschreibungen sind ebenso zahlreich wie widersprüchlich.
George Augustus Robinson war von den Briten beauftragt worden, die verbliebenen Aborigines auf friedlichem Wege in die Reservation zu bringen. Er hatte im Laufe seiner Mission zu allen dreihundert Überlebenden Kontakt. Weniger als vier Jahre nach der ‘Black Line’ war es ihm gelungen, alle Aborigines aus Tasmanien zu deportieren. Sein Plan war, auf einer Insel der Bass-Straße eine Siedlung zu errichten.
Nach mehreren Anläufen fiel seine endgültige Wahl auf Flinders Island. Insgesamt wurden 220 Aborigines nach Flinders Island deportiert, wobei niemals mehr als 130 gleichzeitig dort lebten. Auf der siebzig Kilometer langen und dreißig Kilometer breiten Insel waren die Überlebenden geschützt vor den mordenden Siedlern, aber das Sterben nahm kein Ende.
Achtzig der dreihundert Aborigines starben, noch bevor sie Flinders erreichten. Aufgrund epidemischer Infektionskrankheiten war die Todesrate auch dort von Beginn an sehr hoch. Im Dezember 1833 waren bereits dreiunddreißig Mitglieder der Westküstengruppen gestorben. Einschließlich der von Robinson eingebrachten zweiundvierzig Neuankömmlinge lebten damals 111 Einwohner in der Siedlung. Diese Gruppe mit ausgeglichenem Geschlechterverhältnis wurde anfangs von 43 Europäern betreut.

#### Reservation in Wybalenna
Anfang 1836 übernahm Robinson die Leitung der „Wybalenna“ genannten Reservation. Er unternahm den Versuch, die 123 überlebenden Aborigines zu zivilisieren und zu christianisieren. Sie wurden im Lesen und Schreiben unterrichtet und mussten regelmäßig den von Pfarrer Robert Clark abgehaltenen Gottesdienst besuchen. Aufgrund der anhaltenden Misserfolge wurde später der Gottesdienst auf das Singen von Hymnen beschränkt und der Unterricht ganz aufgegeben. Dennoch versuchten Robinson und Clark, die ihre Arbeit regelmäßig vor der Regierung verantworten mussten, den Schein des kontinuierlichen Fortschritts zu wahren. Eines dieser Blendwerke war die Herausgabe einer eigenen Zeitung, die angeblich von den Aborigines geschrieben wurde. Diese Zeitung wurde jedoch von drei schwarzen Jugendlichen verfasst, die vermutlich schon schreiben und lesen konnten, bevor sie in die Reservation kamen.
Um die Europäisierung voranzutreiben, führte Robinson den Geldverkehr ein. Von nun an entlohnte man die Aborigines für ihre Arbeit. Die Männer wurden als Jäger (Pelzhandel), Gärtner, Schäfer, Polizisten und im Straßenbau beschäftigt. Die Frauen verrichteten Haus- und Handarbeiten und verarbeiteten die von ihnen gefangenen ‘mutton birds’. Aber auch diese Aktivitäten verliefen, nachdem sie nur zögerlich begonnen hatten, nach und nach im Sande.
Aufgrund der hohen Todesrate breitete sich eine allgemeine Mutlosigkeit unter den Bewohnern aus. 1834 starben dreißig weitere Aborigines, und die Hinterbliebenen verfielen zunehmend in Resignation. Auch die Errichtung einer kleinen Krankenstation, die von einer Krankenschwester betreut wurde, konnte diese Entwicklung nicht verhindern. Das Engagement Robinsons ließ ebenfalls im Laufe der Zeit nach. Er war nur noch bemüht, seinen Ruf als Leiter von ‘Wybalenna’ zu wahren. Von den vierzig Monaten, die er die Reservation leitete, war er nur siebenundzwanzig Monate auf Flinders Island anwesend.
Bereits wenige Monate nach dem Beginn seiner Amtszeit in der Reservation hatte er sich um das Protektorat der Aborigines im Port-Phillipp-Distrikt in Südostaustralien beworben. Die Verhandlungen zogen sich in die Länge, so dass erst am 10. August 1838 positiv über seinen Antrag entschieden wurde. Er übernahm das Protektorat in Südostaustralien, konnte aber nicht, wie ursprünglich geplant, alle tasmanischen Aborigines mitnehmen.
Zum Zeitpunkt von Robinsons Aufbruch nach Australien am 25. Februar 1839 wütete in der Reservation eine Grippeepidemie. Von den verbliebenen 96 Insassen waren nur acht transportfähig. Als Robinsons Familie später nach Port Phillipp nachkam, brachte sie weitere sieben Aborigines mit. Robinsons Sohn George blieb als Leiter des Reservats mit den Restlichen zurück, von denen bereits eine Woche nach Robinsons Abreise acht weitere starben. Von den dreizehn nach Australien deportierten tasmanischen Aborigines sahen nur fünf Tasmanien wieder. Zwei wurden in Australien öffentlich wegen Mordes gehängt, acht weitere wurden von Krankheiten dahingerafft.

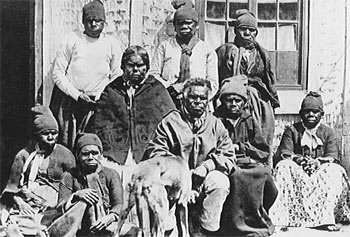
Tasmanier auf Oyster Cove

1847 sandten die noch lebenden Aborigines eine Petition, dass sie wieder in ihrem angestammten Land leben wollen. Das in Wybalenna auf Flinders Island befindliche Reservat wurde aufgelöst und die inzwischen nur noch 47 Aborigines nach Oyster Cove am D’Entrecasteaux-Kanal in Südosttasmanien verlegt. Zu diesem Zeitpunkt arbeitete Robinson noch als Protektor in Australien. Er besuchte die Verbliebenen nur noch einmal im April 1851 in Oyster Cove, bevor er im Mai 1852 für immer nach Europa zurückkehrte. Im Vergleich zu Flinders Island hatten sich ihre Lebensbedingungen noch verschlechtert. Das Gelände war eine Feuchtwiese und die Gebäude aus Holz waren dem kalten Südwind ausgesetzt. Dadurch wurden die meisten krank und dem Alkohol verfallen und wurden abseits der Gesellschaft ohne nennenswerte Unterstützung dem Vergessen bzw. dem Exitus preisgegeben.
Am fünfzigsten Jahrestag der Gründung Hobarts waren noch sechzehn tasmanische Aborigines in Oyster Cove am Leben.

### Truganini

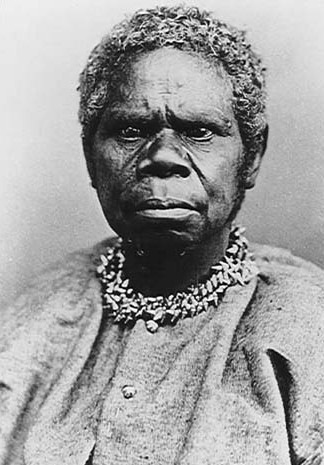
Truganini

Am 8. Mai 1876 starb Truganini, die damals als letzte unvermischte Tasmanierin galt. Truganini ist die Aborigine, über die die meiste Detailinformation bekannt ist. Als langjährige Begleiterin Robinsons in Tasmanien und Australien kann sie außerdem als dessen Hauptinformantin gelten.
Allerdings leben heute in Tasmanien und auf den Inseln der Bass-Straße mehrere Tausend Nachkommen weiblicher Aborigines und europäischer Robbenfänger.

## Geschichte in Tabellenform
- 1642 entdeckte der niederländische Seefahrer Abel Tasman die Insel für die Europäer. Er segelte im Auftrag des Generalgouverneur von Niederländisch-Indien Anton van Diemen, weshalb er die Insel auch Van-Diemens-Land nannte.
- 1798 umrundete Kapitän Matthew Flinders das Eiland und belegte damit Tasmaniens Inselcharakter, während Tasman noch von einer Halbinsel ausgegangen war.
- 1803 Tasmanien wurde britisch. Die Briten machten daraus eine Strafkolonie. Es wurden die schwereren Fälle nach Tasmanien gebracht, da die Insel durch ihre geringere Größe leichter zu überwachen war.
- 1825 Tasmanien wurde zu einer eigenständigen Kolonie erklärt.
- 1836–1843 Der berühmte britische Seefahrer und Nordpolarforscher Sir John Franklin war Gouverneur der Insel.
- 1853 erhielt die Insel ihren heutigen Namen zu Ehren des Entdeckers.
- 1856 erlangte Tasmanien eine eigene Verfassung und Regierung.
- 1871 wurde die erste Eisenbahn auf der Insel eröffnet.
- 1901 tritt die Kolonie Australien dem Australischen Bund bei.
- 1906 – 1922 verkehrt die Kohlebahn „Sandfly Colliery Tramway“.
- 1917 stiftete der britische König Georg V. das Staatswappen mit zwei Beutelwölfen als Schildhalter.
- 1936 Der letzte Beutelwolf, der in einem Zoo gelebt hatte, stirbt.
- 1975 Die Tasman Bridge über den Derwent River wird von einem Schiff gerammt, so dass einige Segmente der Brücke zusammenbrechen und die östlichen und westlichen Stadtteile von Hobart getrennt sind.